# Strada Șepcari
Strada Șepcari este situată în centrul istoric al municipiului București, în sectorul 3.  

## Descriere
Strada este orientată de la nord-est spre sud-vest și se desfășoară pe o lungime de 130 de metri între bulevardul Ion C. Brătianu și strada Franceză.

## Istoric
Denumirea străzii provine de la cuvântul șepcar, persoană care confecționează (și vinde) șepci, care arată cu ce fel de comerț se îndeletniceau neguțătorii care aveau prăvălii aici, pe vremuri.

## Legături externe
- Strada Șepcari pe hartă, www.openstreetmap.org
- Strada Șepcari pe Flickr.com